# Allobates brunneus
Allobates brunneus es una especie de anfibio anuro de la familia Aromobatidae. Se distribuye por las regiones amazónicas de Brasil y Bolivia.